# Великопосна жртва
Великопосна жртва је духовно мотивисано добровољно одрицање од задовољства или луксуза којег се већина хришћана (посебно католика, лутерана, англиканаца, методиста, Мораваца и уједињених протестаната) одриче ради држања Великог поста, који почиње на Чисту сриједу. Традиција Великог поста има коријене у Исусу Христу који се молио и постио четрдесет дана у пустињи према јеванђељима по Матеју, Марку и Луки. Када се Велики пост заврши и дође Ускрс, вјерници могу да се препусте ономе што су жртвовали током трајања поста.

## Опис
Хришћанске деноминације често постављају одређене захтјеве за практиковање поста, као што су они који се налазе у апостолском уставу папе Павла VI, под називом Paenitemini, у Католичкој цркви и Књизи заједничких молитава у англиканизму. Поред поштовања посебних закона који се тичу поста, препоручују се и други облици испосништва и покајања. Вјерници се подстичу да се интензивније моле и да више учествују у црквеним службама и богослужењима (као што је крстни пут). Такође, подстичу се да чине више дјела милосрђа и дају милостињу. Такво покајање или добро дјело, попут финансијске донације која се даје као принос током поста, назива се великопосном жртвом.
Уобичајене постне жртве укључују уздржавање од задовољстава у храни о пићу, као што су чоколада, шећер, слаткиши, алкохол или газирана пића. Неки хришћани бирају да практикују трезвеност током времена Великог поста, чиме се одричу алкохолних пића, због чега безалкохолна пића обично бивају популарнија током времена поста. Неки хришћани првог дана Великог поста обећавају да ће одустати од грешног понашања као што су псовке и надају се да ће се трајно отарасити тих навика чак и након доласка Ускршњег периода. Приношењем великопосне жртве, обичај је да се хришћани моле за снагу да је задрже; многи често желе и другима да то чине, изговарајући молитве као што је „нека Бог благослови вашу великопосну жртву.“
Многи хришћани жртвују једење меса и обавезују се на вегетаријанство током цијелог трајања Великог поста. Уобичајено је да многи хришћани (посебно римокатолици, лутерани, англиканци и методисти) поштују пост петком током цијелог поста, што укључује уздржавање од меса само петком током трајања Великог поста.
Неко хришћанско свјештенство, и римокатоличко и методистичко, понекад подстиче вјернике да не одустају од друштвених мрежа за вријеме поста, јер вјерују да хришћани могу да користе друштвене мреже за евангелизацију.
Поред приношења своје великопосне жртве, многи хришћани бирају да додају и великопосну духовну дисциплину, као што је читање дневне побожности или молитва кроз великопосни календар, како би се приближили Богу.